# Stelato
Stelato (chiń. upr. 享界) – chiński producent elektrycznych samochodów, z siedzibą w Shenzhenie, działający od 2024 roku. Należy do HIMA, motoryzacyjnego chińskiego oddziału koncernu technologicznego Huawei.

## Historia
W grudniu 2023 Huawei poprzez swój motoryzacyjny oddział HIMA zarejestrowało kolejną, trzecią markę samochodów, która podobnie jak poprzednie Aito i Luxeed została oparta na sojuszu na jednym z chińskich koncernów motoryzacyjnych. Stelato stało się wynikiem współpracy z BAIC Group, które poprzez swój oddział BAIC BluePark zobowiązało się do produkcji wspólnie rozwiniętego modelu w fabryce w Pekinie.
Debiut rynkowy Stelato miał miejsce w marcu 2024 roku, kiedy to przedstawiony został zarazem flagowy produkt – luksusowa, w pełni elektryczna limuzyna Stelato S9. Choć samochód wykorzystał oprogramowanie Huawei w połączeniu z rozwiązaniami technicznymi BAIC, tak pod kątem wizualnym S9 zostało jedynie bliźniaczą, wydłużoną odmianą produkowanego już od 2023 roku Luxeeda S7 produkowanego z innym koncernem, Chery. Światowa premiera luksusowej, hybrydowej limuzyny nowej marki odbyła się w kwietniu 2024 podczas międzynarodowych targów samochodowych w Pekinie.

## Modele samochodów

### Obecnie produkowane
- S9